# Croix-Moligneaux
Croix-Moligneaux è un comune francese di 322 abitanti situato nel dipartimento della Somme nella regione dell'Alta Francia.

## Società

### Evoluzione demografica
Abitanti censiti